# Seker

Iconografia del déu sincretitzat Seker-Osiris que combina la d'Osiris i la de Seker (cap de falcó, ceptre).

Seker (/ˈsɛkər/ ; també escrit Sokar, i en grec, Sokaris o Socharis) és un déu falcó de la necròpolis de Memphite a la religió egípcia antiga.

## Nom
Encara que el significat del seu nom segueix sent incert, els egipcis als Textos de les Piràmides van vincular el seu nom al crit angoixat d'Osiris a Isis 'Sy-k-ri' ('afanya't a mi'), o possiblement skr, que significa " netejar la boca". A l'inframón, Seker està fortament vinculat amb dos altres déus, Ptah, el déu creador i déu principal de Memphis, i Osiris, el déu dels morts. En períodes posteriors, aquesta connexió es va expressar com el triple déu Ptah-Seker-Osiris .
La forma copta faiyumica ⲥⲓⲭⲟⲗ es conserva possiblement en un nom personal ⲥⲉⲛⲥⲓⲭⲟⲗ "filla de Sokar".

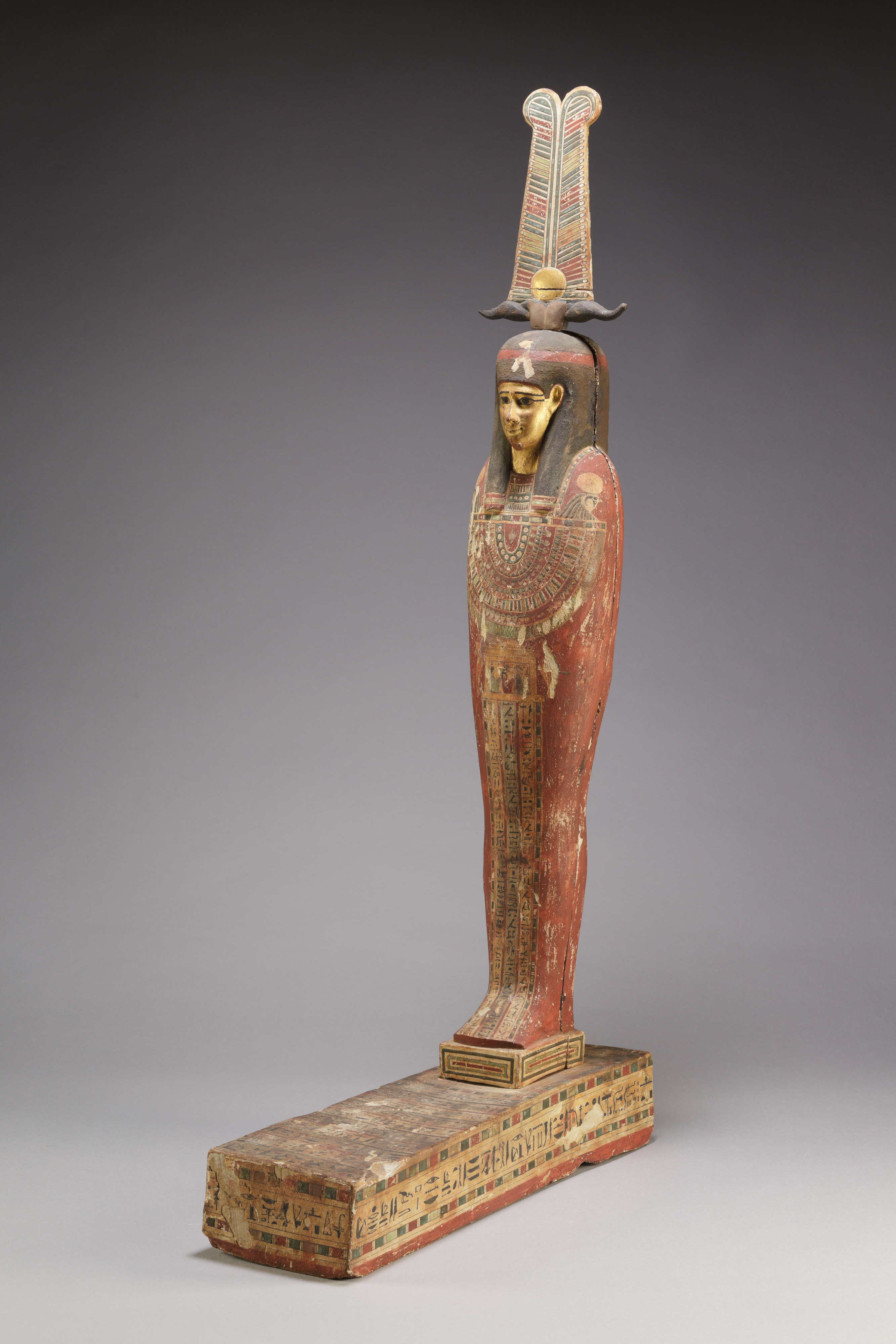
Ptah-Sokar-Osiris, déu compost

## Aparença
Seker es representava normalment com un falcó momificat i, de vegades, com un túmul d'on surt el cap d'un falcó. Aquí se'l diu "el que està a la seva sorra". De vegades se'l mostra a la seva barca de hennu que era un trineu elaborat per a la negociació de la necròpolis de sorra. Un dels seus títols era 'El de Restau' que significa el lloc de les 'obertures' o entrades de la tomba.
Al Llibre del Nou Regne de l'Inframón, l' Amduat, es mostra dempeus a l'esquena d'una serp entre dues ales desplegades; com a expressió de llibertat això suggereix una connexió amb la resurrecció o potser un trànsit satisfactori de l'inframón. Malgrat això, la regió de l'inframón associada a Seker era vista com un terreny difícil i sorrenc anomenat Imhet (també anomenat Amhet, Ammahet o Ammehet ; que significa 'omplit').

## Rols i cultes
Seker, possiblement a través de la seva associació amb Ptah, també té una connexió amb els artesans. Al Llibre dels Morts es diu que fa bols de plata i a Tanis s'ha descobert un taüt de plata de Sheshonq II decorat amb la iconografia de Seker. El centre de culte de Seker es trobava a Memphis i s'hi celebraven festivals en honor el 26è dia del quart mes de la temporada d'akhet (primavera). Mentre tenien lloc aquestes festes, els devots aixaven i llauraven la terra i conduïen bestiar, la qual cosa suggereix que Seker podria haver tingut aspectes agrícoles sobre ell.
Seker s'esmenta a The Journey of Ra : el mite utilitzat per explicar què passa durant la nit quan Ra viatja per l'Inframón. Segons el mite, Seker governa el Cinquè Regne de la Nit, que s'anomena "Ocult", i té l'encàrrec de castigar les ànimes dels malfactors llançant-los a un llac bullint.
També com a part dels festivals d'akhet, els seus seguidors portaven cordes de ceba al coll, mostrant l'aspecte de l'Inframón. Les cebes s'utilitzaven per embalsamar persones, de vegades la pell, de vegades tota la ceba. Quan només s'utilitzava la pell, es col·locava als ulls i a l'interior de les orelles per emmascarar l'olor.
A més, el déu va ser representat com ajudant en diverses tasques com excavar séquies i canals. Des de l'Imperi Nou es va celebrar a Tebes un festival semblant, que rivalitzava amb el gran Festival d'Opet.
Altres esdeveniments durant el festival inclouen flotar una estàtua del déu en una barca henu, que era un vaixell amb una proa alta en forma d'oryx.

## Cultura popular
A la pel·lícula de 1956 Els deu manaments, el faraó Ramsès II invoca la mateixa deïtat per tornar a la vida al seu fill primogènit difunt, mentre porta una túnica blau fosc amb un llaç de plata.
A l'espectacle Stargate SG-1, el vilà Goa'uld Sokar porta el nom de Seker. Sokar apareix com un Goa'uld poderós i sàdic que va triar el paper del Diable en lloc d'un déu com la resta de la seva espècie. Ell és assassinat quan la lluna que utilitza com a versió personal de l'infern és explotada, destruint la nau de Sokar en òrbita i el mateix Sokar.
La banda nord-americana de death metal tècnic Nile va escriure la cançó principal del seu àlbum " Annihilation of the Wicked " sobre el domini, l'ocupació i l'aparença de Seker. Curiosament, la lletra sembla descriure Seker en forma de Seker-Osiris, no Ptah-Seker-Osiris, excloent deliberadament els aspectes de Ptah. Les lletres l'anomenen "antic i mort", un tret que ostenta Osiris, però també el descriuen com "refugiat per Ra", cosa que situaria el Seker que descriuen en el context d'Heliopolis en lloc de Memphis.
El joc de rol de fantasia Advanced Dungeons and Dragons inclou Seker a la seva primera edició Deities and Demigods, i els llibres de regles Legends and Lore. En aquest entorn, Seker és descrit com el déu menor egipci de la llum i, entre altres detalls, llança raigs de llum des de les seves mans que destrueixen tots els no-morts. La seva Alineació es dona com a Bé Neutre, i es nota que protegeix les ànimes egípcies de la mateixa Alineació després de la seva mort. No es fa cap menció específica de la triple persona posterior, tot i que el seu símbol es dona com una mòmia amb cap de falcó sostenint un ankh, la qual cosa suggereix almenys indirectament la connexió